# Asphondylia ervi
Asphondylia ervi är en tvåvingeart som beskrevs av Rubsaamen 1895. Asphondylia ervi ingår i släktet Asphondylia och familjen gallmyggor. Inga underarter finns listade i Catalogue of Life.